# Oktaedrit
Oktaedrit je najbolj splošna oblika kovinskega meteorita, ki so v glavnem sestavljeni iz zlitine niklja in železa. Ta zlitina se v meteoritih pojavlja v dveh oblikah, ki se razlikujeta po vsebnosti niklja:
- taenit z visoko vsebnostjo niklja (27 do 65%)
- kamacit z nizko vsebnostjo niklja (4 do 7,5 %)

Zaradi časovno dolgega ohlajevanja notranjosti starševskega asteroida zlitine kristalizirajo v pasove široke od 0,2 mm do 5 cm. Če takšno površino jedkamo s kislino in nato spoliramo, dobimo na njej viden Widmanstättenov vzorec. To je množica sekajočih se črt, ki nakazujejo medsebojno vraščanje večjih ploščic kamasita in manjših ploščic taenita. Prostorsko so ploščice razporejene v obliki oktaedra. Zaradi oktaedrov ima ta vrsta meteoritov tudi takšno ime. Prostor med ploščicami je pogosto napolnjen s plezitom. Oktaedriti se še delijo na manjše skupine po velikosti ploščic kamacita in taenita.

## Razdelitev oktaedritov po kemični sestavi
- IAB železovi meteoriti
- IC železov meteoriti
- IIAB železovi meteoriti (vključenih je tudi nekaj heksaedritov)
- IIC železovi meteoriti
- IID železovi meteoriti
- IIE železovi meteoriti
- IIG železov meteorit (vključenih je tudi nekaj heksaedritov)
- IIF železovi meteoriti (vključenih je tudi nekaj ataksitov)
- IIIAB železovi meteoriti
- IIICD železovi meteoriti
- IIIE železovi meteoriti
- IIIF železovi meteoriti
- IVA železovi meteoriti